# 佐田の山晋松
佐田の山 晋松（さだのやま しんまつ、1938年2月18日 - 2017年4月27日）は、長崎県南松浦郡有川町（現・新上五島町）出身で出羽海部屋に所属した大相撲力士。第50代横綱。本名は市川（旧姓：佐々田）晋松（いちかわ しんまつ）。

## 来歴

### 英雄・五ツ嶋に憧れて入門
南松浦郡有川町（現：長崎県南松浦郡新上五島町）で船大工を営む家に生まれる。子どもの頃から材木を運んだり、カンナをかけたりして体を作っていた。幼少期に大の相撲好きだった父親から、郷土の英雄とされている五ツ嶋奈良男の話を聞かされ、土地相撲に連れて行かれる内に相撲に憧れを抱き、角界入りを希望するが母親からは猛反対された。長崎県立上五島高等学校に進学後は相撲部に所属し、3年生で長崎県大会に参加を勧誘されて一度は辞退したものの、強引な説得に根負けして補欠選手として出場するが、いざ対戦してみるとほとんど負けなかったことから自信が付き、角界入りを強く望むようになった。1955年のある日、栃錦清隆・千代の山雅信一行が地元・五島に巡業に来た際に、高校教諭から千賀ノ浦を紹介されたが、郷土の英雄である五ツ嶋への憧れが強かったことから出羽海部屋へ入門、翌日からは洗面道具と下着だけを持参してそのまま巡業に参加したが、高校の卒業証書は教諭の計らいでようやくもらえた。
1956年1月場所で初土俵を踏むと、稽古では部屋のすぐ前に立っていた電信柱を鉄砲柱代わりとして打ちこむなど努力を重ねた。佐田の山が後年、当時を振り返った上で「この柱、現在はコンクリート製ですが、私が若い頃は木製でした。部屋での稽古が終わった後、この電信柱に向かって何度も何度もテッポウを繰り返しました。この電信柱が私の基礎を作ったと思っています」とコメントしたことは語り草となっている。各段優勝こそなかったものの負け越すことなく1960年3月場所で新十両昇進、1961年1月場所で新入幕を果たした。新入幕の場所では10勝5敗の好成績を挙げ、同年3月場所では前頭4枚目まで躍進するが、場所前の稽古で右足首を捻挫する。稽古熱心さから「『横綱、大関ってどんなだろう』と内心ワクワクしていた」というが、出羽海からは「まだ若いから無理するな。それより足首をしっかり治せ。慢性になるとまずいぞ」と言われて全休する。これによって一度は番付を下げるが、休場中に体重が急激に増加して力を増すようになった。同年5月場所では12勝3敗の好成績で、三役経験の無い力士による幕内最高優勝を果たしたが、成績もさることながら対戦した三役格力士は富士錦猛光のみ、しかもこの場所で十両優勝を果たした清ノ森政夫と対戦して敗れていたため、当場所の優勝は祝福も多かった一方で「最高優勝は十両（の清ノ森）ではないか」との皮肉めいた発言まで出る始末だった。このために翌場所以降は、通常なら幕内上位や三役以上、横綱と対戦することが無い幕内下位の力士でも、成績次第で終盤に取組が組まれるよう編成するきっかけになったと言われている。

### ジンクスを打ち砕き横綱へ
幕内最高優勝を新入幕から僅か3場所で果たした佐田の山は一気に番付を上げ、東前頭2枚目の地位で迎えた1961年7月場所は朝潮、若乃花の両横綱から金星を挙げ、11勝4敗の好成績を挙げて殊勲賞を受賞した。同年9月場所では小結を通り越して関脇に昇進し、この場所を8勝7敗と勝ち越すと、それ以降三役に定着する。1962年3月場所は初日から10連勝して、13勝2敗と前場所以上の好成績を残した。この場所を含めて本割で5戦全敗だった横綱・大鵬幸喜との優勝決定戦に臨み、見事に勝利して2度目の幕内最高優勝を果たすと同時に場所後の大関昇進を確実にした。快進撃を続ける佐田の山に対し、部屋の大先輩である出羽錦忠雄は佐田の山を厳しく熱心に指導し、「晋松（佐田の山）が綱を取ったらワシが太刀を持つからそれまでは引退しない」と言い、佐田の山の横綱昇進を心待ちにしていたが、1964年9月場所を最後に現役を引退し、太刀持ちは叶わなかった。大先輩の引退を受けてより早期の昇進を目指す佐田の山は一層稽古に励み、同年9月場所から3場所連続で13勝2敗の好成績を挙げ、1965年1月場所には3度目の幕内最高優勝を果たして横綱に推挙された。長年にわたり、「平幕優勝した力士は横綱や大関に昇進できない」というジンクスが存在していたが、佐田の山によって見事に打ち砕かれた。昇進時の口上は「ありがたくお受けいたします」のみであった。
出羽錦忠雄が待ち望んでいた横綱昇進をようやく叶えた佐田の山は、横綱2場所目の1965年5月場所で14勝1敗の成績を残し、4度目の幕内最高優勝を果たした。しかしこれ以降は持病の高血圧に加え、胃腸炎も患い2年以上に渡って優勝から遠のいた。それでも直向きに土俵に立ち続け、1967年11月場所では12勝3敗、1968年1月場所では13勝2敗の成績を挙げて自身初の連覇を達成した。佐田の山はこれが最後の華となり、同年3月場所で序盤に3敗を喫すると、あっさり現役引退を表明した。まだ30歳になったばかりで悲願だった連覇を果たし、周囲からはさらに優勝回数を重ねるだろうと思われていた矢先の現役引退は角界に衝撃が走り、「高見山大五郎に金星を献上したことが悔しかったのではないか」という憶測まで流れたが、佐田の山自身は「弟弟子である北の富士勝昭に敗れて初優勝を許した時点（1967年3月場所）で考えていた」という。戦前に活躍した栃木山守也、常ノ花寛市のように出羽海一門の横綱の「引き際の潔さ」という伝統を受け継いだとも言われたが、この引退には、「晩年の柏戸、大鵬を追いて自分だけ先に引退とは身勝手だ。功利的だ。」という意見も飛び交ったが、時津風理事長は「いさぎよい引退だ。引退することで横綱の権威を高めてくれた。」と述べた。
同年6月に蔵前国技館で行われた引退相撲では、直近の5月場所で大鵬幸喜・柏戸剛の両横綱が休場したことを受けて、露払いに同部屋の福の花孝一、太刀持ちに海乃山勇を従えて最後の横綱土俵入りを行った。引退相撲における横綱土俵入りは現役横綱が露払い・太刀持ちを務めることが通例だった当時としては異例の組み合わせだが、2003年の貴乃花光司以降は、大関以下の現役力士が務める場合も増えた。

### 名門・出羽海部屋継承
引退後は、大関時代に出羽海の娘と結婚して市川家の婿養子となっていたために、既に横綱昇進の時点で部屋の土地および建物が佐田の山名義となっていた。このことから佐田の山が出羽海部屋の次期継承者であることは誰が見ても明白だったが、出羽海は佐田の山の引退を受けて即座に部屋を継承させ、自身は過去に襲名していた「武蔵川」に戻った。これには佐田の山も「引退して少しは楽になるかと思ったらとんでもない。ますます大変になった。こんなことならもう少し現役を続ければ良かった」と発言していたという。1969年12月の時津風（14代）との対談においても「実際、現役の時には苦しいこともあったけれども、相撲をとって自分本位に一生懸命働いていれば自分のためになると同時に部屋のためになる。それを若い者も見習ってくれるし、非常に良かったんだけれでも今度は反対ですからね。人のことでも世話していかなきゃならんし、指導せんといかんしね」と苦労を語った。出羽海部屋継承の時点では自身を含めて11名の年寄が在籍していたが、全員が先輩格ばかりだったために部屋を継承しても名実が伴わない面が多かったと話していた。
出羽海部屋では常陸山谷右衛門が一門を創設して以来、「不許分家独立」の不文律が存在し、当時の大坂相撲から一門へ加入後に消滅した部屋の再興を除いて独立が無かった（武隈・九重は一門を破門された）が、現役時代から可愛がっていた三重ノ海剛司が独立の意思を持っていることを知るとこれを許可し、1919年の栃木山守也（春日野部屋を創設）以来となる円満独立となった。出羽海は独立について「私は不文律にはこだわらない。優秀な親方であればどんどん弟子を養成させたい。協会運営も部屋運営もこれからますます複雑になってくるから、活発に動き回らないとダメなんです」と話している。その後も出羽海一門では1980年代まで分家独立が相次ぎ、2019年9月時点では出羽海一門が最も所属部屋数の多い一門となった。
稽古の厳しさも有名で、朝5時には稽古場に下りて土俵に鋭い視線を送り続けた出羽海について、小城ノ花昭和が「師匠（佐田の山）が入って来ると稽古場がピリッと引き締まった。少しでも気を抜くと怒られ、出稽古に来る他の部屋の力士からも『出羽海部屋は入りにくい』と言われた」と証言するほどだった。また、幕下以下の力士は部屋にいると何もすることがなく、フラフラし出すことから午後は四股を踏ませ、特に相撲を知らない序二段の力士は無暗に稽古土俵に上げてぶつかり稽古をやらせても稽古にならないため、当番的に幕下または三段目の胸を貸すのが上手い力士を土俵に上げ、入門1年未満の新弟子をぶつからせた。このように弟子の指導には非常に厳しい一方で、弟子の龍興山一人が1990年2月に急逝した際には通常なら番付から名前が消されるところを、3月場所が龍興山の地元・大阪で開催されることから「名前だけでも凱旋させてあげたい」と尽力し、龍興山の自己最高位となった東前頭5枚目に名前を記載した。
師匠・出羽海としては、先代から引き継いだ三重ノ海剛司を横綱へ昇進させたほか、関脇・出羽の花義貴、小結・大錦一徹、佐田の海鴻嗣、舞の海秀平などの多くの幕内力士を育成した。
三重ノ海の横綱昇進披露宴の時には、普通は大関・横綱昇進で集まったご祝儀の３割を師匠が取る仕来たりとされているのに対して、出羽海は披露宴で集まった莫大なご祝儀全額をそっくりそのまま三重ノ海に渡して、金銭にきれいな姿勢を見せて人々を驚かせた。裏でウジウジ他人を中傷したり、チクチク弱いものいじめをするようなケチ根性が全くない、肚を割って話した人はすごく気持ちがいい人物と一様に話す、人間的にスカッとした親方だったという。

### 相撲協会幹部として
「蔵前の天皇」と言われた武蔵川の娘婿で、角界の保守本流・出羽海一門の本家である出羽海部屋を継承したことから、将来の理事長候補としてみなされており、師匠であり岳父の武蔵川は、出羽海王国を築き上げた角聖・ 常陸山の話や、「相撲を昔ながらの伝統として存続させながら、同時に時代にあった姿に変えていかねばならない。それには世界の情勢、日本経済の動向、時代の流れを見抜く頭脳が必要だ。不景気の時に相撲が反映したのは江戸時代の話で、世の中が不景気なら相撲も不景気になる。」という考えを基に帝王学を授けた。武蔵川は出羽海を現役時代のライバルだった 時津風（14代）と仕事で組ませたが、それは時津風が出羽海同様に引退間もなく若くして一門の総帥部屋である名門を継承した境遇であるのと、当時の角界では珍しかった大学卒であり、引退後に政財界と付き合うために大学卒の思考を学ばせるためだった。佐田の山は引退後、武蔵川の教えの通りに膨大な読書をした。
1970年の日本相撲協会役員改選では、出羽海一門の親方衆は長らく役員を務めた秀ノ山と交代して、若き総帥・出羽海を監事に据える決定をしたが、「自分はまだ早い、先輩の秀ノ山さんが引き続き監事をやってください。」と自ら先輩に譲り出羽海一門の親方衆を茫然とさせた。秀ノ山親方が逝去した後の1972年に監事・審判部副部長に主任（1972年から1期）、1974年から理事を務め、名古屋場所担当部長、指導普及部長、巡業部長、事業部長を歴任する。
1980年には相撲協会ナンバー3（当時）のポストである巡業部長に就任した時は、最初の地方巡業で事務役や土俵作りを担当する黒子の行司、呼び出し一同を集め、「なんでもいい、言いたいこと、筋の立たない話があれば申し出てみろ。もっともな話は取り上げ、改善しようじゃないか。」と切り出して、行司や呼び出しを驚かせる。意見を具申すると、理にかなった意見は取り上げられて改善されたので、これまで下積みの働きにただ我慢するしかなかった行司、呼び出しからの深い尊敬を集めた。
出羽海巡業部長の登場は、二期四年続いた”土俵の鬼”二子山巡業部長の後任だったため関取衆もはじめ好奇の眼で迎えたが、地方巡業先の稽古土俵に座った出羽海は、土俵の鬼同様の厳しさ、怖さが滲み出て、相撲記者から「いま関取全員を有無言わさずに稽古に引っ張っていける双璧が二子山と出羽海だ」と言われ、関取衆は地方巡業の稽古土俵で気が抜けないと言われた。
1982年の役員人事で時津風（14代）と共に協会執行部である在京常勤役員に抜擢され、両国国技館建設に邁進する春日野理事長・二子山理事長代行兼事業部長体制を支える要の位置に就き、業務遂行の随所で「斬れ者」ぶりを発揮した。
1988年に二子山理事長が誕生すると、協会ナンバー2の事業部長に就任、次期理事長見習として協会運営を遂行した。

### 日本相撲協会理事長就任
1992年からは二子山理事長の勇退によって日本相撲協会理事長に就任する。 時津風（14代）をナンバー2の事業部長、同門の親友である春日野（14代）をナンバー3の巡業部長に、役員待遇で放駒（17代）を在京常勤・執行部に起用する。
1996年には境川と名跡を交換し、出羽海 智敬から「境川 尚」となった。3期6年に渡る理事長時代には、
1. 外国人力士の入門規制（1992年）
2. 新規入門力士の年齢制限（1992年）
3. 幕下付出の基準設定（1992年）
4. 巡業の勧進元興行から協会自主興行への変更（1995年）

などの施策を実施した（施策の評価については後述参照）。
しかし、1996年9月に年寄名跡の協会帰属・売買禁止という改革私案を打ち出すと、私案に反対する親方が続出し、1997年5月には私案の廃案に追い込まれた。当初、マスコミは反主流派を「守旧派」として批判したが、実際には当時の年寄株の取得相場が数億円単位で推移しており、株取得によって多額の負債を抱えている親方にとって売買禁止は死活問題だった。その一方では以下のような境川個人の立場に対する批判も噴出していた。
1. 年寄名跡の「協会による一括管理」という厳格な方針を打ち出しながら、出羽海の後継者を名跡変更で指名していること
2. 相撲茶屋の利権を握る先代の婿養子で、退職後の生活も保障済み[注 8]という既得権益を得る立場にあること

こうした批判の中、反主流派の代表格として間垣・高田川が1998年1月の役員改選で理事に立候補し、1968年の機構改革以来で初めてとなる「理事選挙」が実施された。結果として2名とも理事に当選したため、境川は混乱の責任を取る形で4期目の理事長続投を断念した。この直後に還暦を迎えるが、一連の騒動によって還暦土俵入りを辞退し、使用予定だった赤い綱を受け取るだけとなった。
また、理事長時代の1992年9月場所初日の協会挨拶では、結びの日付で「平成4年」と言うべきところを誤って「昭和4年」と言ってしまい、その直後に場内アナウンスで訂正される場面もあった。

### 晩年
一連の騒動によって4期目を断念したものの理事職には留まり、1998年からは相撲教習所の所長、2000年からは勝負審判の審判部長を歴任する。理事長経験者による現場復帰は異例で、自身も1976年以来24年ぶりの審判部長着任だった。この時代には大関昇進目安を満たしていた琴光喜啓司の昇進を見送ったことで話題となった。
2002年からは日本相撲協会の相談役に就任し、2003年1月場所後には直弟子である両国梶之助と名跡交換を行い、年寄・中立を襲名したのち同年2月18日に停年退職した。退職後はスポーツ報知専属の相撲評論家を務め、年間最優秀力士賞選考委員も務めた。
舞の海秀平のコラムによると、佐田の山は亡くなる10年ほど前に地元・五島列島で開催された少年相撲大会に顔を見せたのが生涯最後の帰郷となったという。舞の海は佐田の山の死後、「この時から病を患っていたのかもしれない」と当時を推測していた。元新聞記者の室雄二のブログによると70歳を過ぎた頃より認知症が悪化したといい、2009年の報知年間最優秀力士賞の選考会が行われた際には、会場には到着したものの記帳時に自分の名前を書くことが出来なかったという。後日、「これ以上皆様にご迷惑を掛けたくないので、選考委員を辞退させて頂きたい」という連絡が報知新聞社の関係者へ来ており、記者が佐田の山に会ったのはこれが最後だった。
2010年9月1日の若乃花幹士死去以降、元横綱の最年長だったが、2017年4月27日午前3時15分、肺炎により死去していたことが同年5月1日に公表された。79歳没。故人の遺志により、葬儀は親族のみで執り行われた。2017年に入ってからは心筋梗塞で入退院を繰り返していたという。

## 人物

### 取り口
名門・出羽海一門に限っては素質に恵まれた部類であることから、本人は入門当初より横綱になる使命を与えられたという。そのため、当初は徹底した横綱相撲が取れるように大きな身体を手に入れることを要求され、太りにくい体質だった佐田の山のために一門総出で増量を手伝ったと言われる。その一環として、不調を抱えてもいないにも関わらず盲腸を摘出したり、胃薬や漢方薬などを多量に服用させられるといった度を過ぎた手段が行われたが、うまく行かなかった。体格の不利を克服できなかったことに加え、足腰が固かった佐田の山は、長い腕を活かした突っ張りを繰り出す取り口に活路を見出し、この取り口を前述の猛稽古や使命感で培うことで完成させた。突っ張りが主体の取り口であったが、突っ張りで攻めきれない場合は左四つに組んでからの上手投げで対応していた。

### 最大の障壁、大鵬
幕内最高優勝6回は柏戸剛（5回）より多く、横綱としては悪くない成績であるが、その一方で全勝優勝は一度も無かった。全勝優勝が一度も無かった大きな理由は大鵬幸喜との合い口の悪さで、通算5勝27敗（不戦勝・不戦敗が1回ずつ、優勝決定戦で1勝1敗）と大きく負け越しており、大鵬に本割で勝利しての幕内最高優勝も果たせなかった。6度の幕内最高優勝のうち、4度は大鵬の休場もしくは番付の関係で対戦が無く（1度は不戦勝）、残り2度は本割で敗れての優勝である。特に大関2場所目の1962年7月場所から横綱3場所目の1965年7月場所にかけて15連敗（この間に不戦勝・不戦敗が1度ずつ）を喫しており、佐田の山の横綱昇進における最大の障壁となった。体格差が仇となり、左右どちらでもがっぷりになると勝負にならず、取組が長引けば長引くほど勝機は無かった。唯一と言って良いほどの活路は佐田の山得意の突っ張りで先手を取り、大鵬に上手を許す前の決着と言われていたが、そうはさせまいとする強さ、巧さが大鵬にあり、正攻法の相撲を繰り出す佐田の山に攻め手が無かったのが原因である。
毎場所のように渡って同じような相撲を見せては敗れるため、「勝利すれば優勝」という場面での対戦が最も多い力士である。佐田の山が勝利すれば優勝、もしくは優勝決定戦へ進めたケースが通算8回もあり、大鵬にもう少し勝利していれば優勝回数が二桁になることも可能だったと言われている。それでも大鵬より格下に見られることを極端に嫌っており、1965年11月場所千秋楽で大鵬を押し出しで破った際に記者から「おめでとうございます」と言われると不機嫌そうに「ワシは横綱だぞ」と一蹴したほどである。
大鵬も、闘志むき出しで向かってくる佐田の山には「ライバル」とされた柏戸とは異質の激しい闘志を燃やしたという。一方で大鵬自身は、何度も壁として立ちはだかりながらそれを跳ね除けて横綱昇進を勝ち取った佐田の山に対して「相撲道の『忍』を地で行った敬服すべき横綱」「佐田の山関の横綱昇進ほど、清々しいものを感じたことは無い」という賛辞を送り、佐田の山の引退時には深い哀惜の念を感じたという。
素質の面でさほど優れているわけではないが、猛稽古と激しい闘志、そして名門・出羽海一門を背負って立つ責任感で横綱へ登りつめたとも評価されている。本人も引退後、インタビューで「闘魂が無くなったらどうにもならない」と語っていた。

### 「技のデパート」舞の海
- 舞の海秀平に対しては「立ち合いに頭で当たらず、技も何をやっても良い」と角界では異例の指導を行い、後に「技のデパート」と呼ばれる才能を開花させた。しかし当初は舞の海の入門に対して不可解に思っており、舞の海が現役引退後の2001年10月30日に東海村文化センターで行った講演では、出羽海が「山形（の高校教諭）の内定が決まり、あまりにも身長が小さいので本当に入門する気なのか確認したかった」と考えていた様子が明らかになった。身長の目溢しを期待し、当時角界ナンバー2の存在だった出羽海を師匠に選んだ舞の海は、一度目の検査で入門できなかったことに対して、その真意を知るまで不信感を抱いていたことも語った。

- 1991年3月場所開催中のある日、舞の海は交通渋滞によって土俵入りに参加出来なかった。このことについて翌日、師匠から雷を落とされるか、破門されるかと恐れていたところ、出羽海からは「昨日どうして勝ったかわかるか?土俵入りに遅れたから緊張しないで相撲が取れたのだ。今日も遅刻してみろ」と豪快に笑い、お咎め無しで済んだという[6][24]。

- 部屋での稽古中、舞の海は相手力士の歯を折ってしまったことがある。差し歯には高額な費用が必要だったために持ち合わせが無く、意を決して出羽海に事情を話して借金した。後日返済に行くと「何のことだ?お前に貸した覚えはない。そんなことより相撲を頑張れ」と突っぱねられたという[24]。

- 舞の海が引退した時は、既に部屋を10代出羽海（元関脇・鷲羽山）に譲渡して境川親方となり、理事長も退いていたが、舞の海が引退挨拶に訪れて協会には残らず外から相撲界を支える事を告げられた佐田の山は「外から支える人も大切だ、頑張れ」と舞の海に伝えて送り出した。その後、現在まで佐田の山の弟弟子である北の富士勝昭と共に舞の海はNHKの専属解説者として活躍している。

- 2024年9月場所2日目のNHK大相撲中継ラジオ解説で、実況の髙木優吾アナウンサーが新入幕の白熊が初日に手にした懸賞について、師匠の二所ノ関(元横綱・稀勢の里)に手渡したことを紹介すると、舞の海は「私は渡したことないですね。付け人と一緒に食事にいったりとかですね。たぶん、私の師匠の佐田の山さんは持っていっても受け取らないしょうね。自分のために使えと。そういう親方でしたね」と明かしていた[25]。

### 理事長時代の施策のその後
理事長時代に行った施策についてのその後の評価は様々である。
外国人力士の入門規制については、2002年1月に次代の時津風理事長が従来の総数40名から「1部屋1人まで」とする方針に変更しており、後に放駒理事長によって2011年1月から帰化者も含む外国出身力士の制限に強化された。また、幕下付出の基準設定は時津風理事長によって基準が強化されたが、北の湖理事長が「三段目付出制度」を創設（2015年5月）して、強化された基準の一部を緩めている。さらに、新規入門力士の年齢制限は2016年9月に八角理事長によって、付出基準に満たなくても各種競技で実績のある者に限り25歳未満となり、従来の一律23歳未満から緩和されている。
理事長としての失脚の原因となった年寄名跡の問題は、時津風理事長の下で改めて審議され、1998年5月に以下のような施策が実施された。
第1に「大関経験者の時限付き年寄襲名の許可」と「準年寄制度の創設」である。引退時に年寄名跡を習得していない場合、現役時代の四股名をそのまま時限付き（大関は3年、関脇以下は2年）で年寄名として名乗ることを認めるものである。従来までは横綱のみ5年間の「一代年寄」として名乗ることが許されていた制度を門戸開放する意味があった。第2は「年寄名跡の複数所有、貸借禁止」で、これは高額取引されている年寄名跡を取得することが出来ない者が、本来の所有者から借り受けて襲名する不透明さが慣習化していたため、これを解消する狙いがあった。
その後、「大関経験者の時限付き年寄襲名許可」は定着し、栃東大裕（2007年5月）と琴欧洲勝紀（2014年3月）に適用された。また「年寄名跡の複数所有禁止」は定着したものの、貸借については禁止措置後も表面上の名義のみ変更して貸借する例が後を絶たず、有名無実化したことでこの措置は2002年9月に解除された。さらに準年寄制度も短い任期（創設時は2年、2002年9月以降は1年）で年寄名跡を取得することが困難であり、むしろ任期切れを境に年寄名跡を借りて襲名する例が多くなったことで制度としての意義を失い、2007年11月に廃止された。
理事長として1996年9月に打ち出した「年寄名跡の協会帰属、売買禁止」私案は、公益法人の評議員資格の高額売買問題にメスを入れるというドラスティックな改革案だった。しかし、1990年代の相撲人気の余波もあって改革の機運には程遠く、同時に親方衆の反発と理事長自身への批判を生んだことで最終的には撤回に追い込まれた。一方で、2010年代の公益財団法人認定をめぐる議論では、名跡の取得に絡む金銭授受の禁止や罰則規定案が盛り込まれ、その意味でこの私案はこれらを先取りするものだった。その後、公益財団法人移行に伴い2013年12月に年寄名跡証書の協会への返還、管理が実現し、ここでようやく年寄名跡の襲名に際しての金銭授受が禁止された。しかし、協会の名跡買い取りが困難な上に、親方衆の高額負債問題が解決しないこともあり、年寄株保有者の後継者任命権や、継承者からの「顧問料・指導料」受け取りは認められている。そのため、従来の売買との違いが不明確という指摘がある。

## エピソード

新上五島町に設置されている佐田の山像

- 四股名は7代出羽海が本名から取って適当に付けたものであったが、佐田の山本人は四股名で験を担ぐタイプではないと割り切っており、一時期のみ「佐田乃山」と改名したがすぐに元に戻し、そのまま引退まで改名しなかった
- いわゆる「海の男」であったため酒や船に強かった。現役時代のある時、巡業のため船で沖縄に向かった際、他の力士は鹿児島で名物料理を鱈腹食べて乗船後、強烈な船酔いに襲われて嘔吐する力士が続出した中で、佐田の山はもがき苦しむ仲間を尻目に、黙々と一升瓶で飲み続けたという[15]。
- 1966年7月場所後に弟弟子の北の冨士勝昭が大関昇進した際には、自身の岳父でもある師匠の8代出羽海及びその夫人が不在だったことから異例のことながら師匠代理という形で北の冨士の大関昇進伝達式の立会人を務めた[28]。
- 1967年には映画・007シリーズ第5作「007は二度死ぬ」に本人役（蔵前国技館の支度部屋を訪問したジェームス・ボンドに升席の券を渡す役）でカメオ出演し、ボンド役のショーン・コネリーと共演を果たしている[18]。
- 1969年12月に時津風と対談した際に、弟子集めに苦労していることを明かした。「自分の若手時代は弟子など勧誘しなくとも自分から志願して来てくれたもので、自ら弟子集めのために足を使った親方などほとんどいなかった」と話し、時津風も「以前の相撲部屋は将来性など考えずにどんどん弟子を採用したが、現在では見込みのない力士に苦労させても仕方がないと考えて、自分の方から断るケースもある」と返していた。元来大相撲というのは意地悪されても負けん気を発揮して向かって行くぐらいの強さがないと大成しない世界であって、近頃の若者は楽をすることばかり考えていて自分に甘いと苦言を呈しつつも、脅かすように頭ごなしに叱るだけでは弟子が付いて行かないと苦慮するところを語っている。そんな中でもやる気のない力士には部屋を去ってもらって結構だという考えの下で、褌担ぎにもある程度厳しい稽古を課していた[8]。
- 理事長時代にはテレビのインタビューであるにも関わらず、公然と一人称を「オレ」と称して答えたこともあるなど、組織のリーダーとして疑問を持たれるような言動も見られた[29]。
- 相撲協会では、「引退」という呼び方は現役力士が引退して親方として協会に残る時のみで、「退職」という呼び方も行司や呼出、床山を含み停年で退職した場合のみで、現役力士が協会に残らず引退した場合や、親方、行司、呼出、床山等が停年前に協会を退職した場合は全て「廃業」だった。しかし、自身の理事長時代に旭道山和泰が衆議院議員選挙に立候補した為に廃業届を提出、廃業届はすぐ受理はせず、旭道山の当選後に受理したが、その際に「廃業という言い方は切り捨てるようで、良くない」という理由で、現役力士は協会に残る残らない関係無しに「引退」、親方、行司、呼出、床山等も停年前に退職しても「退職」と呼び方を変更して、「廃業」という呼び方は廃止された。
- 理事長時代は、実力で昇進基準を満たせる大関がいなければたとえ番付に横綱が0人であっても補充はしない方針を明確にしていた[30]。
- 相撲協会退職後の10月17日には出身地の有川に功績を称える銅像が設置された[31]。
- 出身地の有川にある有川港ターミナルにある博物館「鯨賓館ミュージアム」の一角には佐田の山に関する展示コーナーが設けられている[32]。

## 主な成績

### 通算成績
- 通算成績：591勝251敗52休　勝率.702
  - 幕内成績：435勝164敗52休　勝率.726
    - 横綱成績：188勝64敗24休　勝率.746
    - 大関成績：176勝66敗13休　勝率.727
- 現役在位：71場所
  - 幕内在位：44場所
    - 横綱在位：19場所
    - 大関在位：17場所
    - 三役在位：4場所（関脇4場所、小結なし）
- 連勝記録：25（1965年5月場所2日目 - 1965年7月場所11日目）
- 年間最多勝：1965年（74勝16敗）
- 連続6場所勝利：77勝（1964年9月場所 - 1965年7月場所）
- 通算連続勝ち越し記録：16場所（1963年5月場所 - 1965年11月場所）
- 幕内連続2桁勝利記録：8場所（1964年9月場所 - 1965年11月場所）
- 幕内連続12勝以上勝利記録：7場所（当時2位タイ・現在歴代7位タイ、1964年9月場所 - 1965年9月場所）

### 各段優勝
- 幕内最高優勝：6回（1961年5月場所、1962年3月場所、1965年1月場所、1965年5月場所、1967年11月場所、1968年1月場所）

### 三賞・金星
- 三賞：3回
  - 殊勲賞：1回（1961年7月場所）
  - 敢闘賞：1回（1961年5月場所）
  - 技能賞：1回（1962年3月場所）
- 雷電賞：2回（1961年5月場所、1962年3月場所）
- 金星：2個（若乃花1個、朝潮1個）

### 場所別成績
| | 一月場所 初場所（東京） | 三月場所 春場所（大阪） | 五月場所 夏場所（東京） | 七月場所 名古屋場所（愛知） | 九月場所 秋場所（東京） | 十一月場所 九州場所（福岡） |
| --- | ----------------------- | ----------------------- | ----------------------- | --------------------------- | ----------------------- | --------------------------- |
| 1956年 （昭和31年） | （前相撲）              | 西序ノ口10枚目 5–3      | 東序二段88枚目 6–2      | x                           | 西序二段34枚目 7–1      | x                           |
| 1957年 （昭和32年） | 東三段目85枚目 4–4      | 東三段目82枚目 4–4      | 東三段目72枚目 5–3      | x                           | 西三段目42枚目 7–1      | 東三段目13枚目 5–3          |
| 1958年 （昭和33年） | 西三段目3枚目 5–3       | 西幕下72枚目 5–3        | 東幕下66枚目 5–3        | 東幕下56枚目 6–2            | 東幕下43枚目 5–3        | 西幕下32枚目 4–4            |
| 1959年 （昭和34年） | 西幕下31枚目 5–3        | 東幕下28枚目 5–3        | 西幕下23枚目 6–2        | 西幕下10枚目 5–3            | 東幕下9枚目 4–4         | 西幕下6枚目 5–3             |
| 1960年 （昭和35年） | 西幕下4枚目 6–2         | 東十両16枚目 11–4       | 西十両9枚目 10–5        | 西十両3枚目 7–8             | 西十両4枚目 8–7         | 東十両2枚目 11–4            |
| 1961年 （昭和36年） | 東前頭12枚目 10–5       | 西前頭4枚目 休場 0–0–15 | 西前頭13枚目 12–3 敢    | 東前頭2枚目 11–4 殊★        | 東張出関脇 8–7          | 東張出関脇 8–7              |
| 1962年 （昭和37年） | 西関脇 9–6              | 東張出関脇 13–2 技      | 西大関 13–2             | 東大関 9–6                  | 東張出大関 13–2         | 東大関 11–4                 |
| 1963年 （昭和38年） | 東大関 12–3             | 東大関 0–5–10           | 東張出大関2 11–4        | 西大関 13–2                 | 東大関 10–5             | 東張出大関 8–7              |
| 1964年 （昭和39年） | 東張出大関 9–3–3        | 東大関 9–6              | 東張出大関 11–4         | 西大関 8–7                  | 西張出大関 13–2         | 東大関 13–2                 |
| 1965年 （昭和40年） | 東大関 13–2             | 西横綱 12–3             | 西横綱 14–1             | 東横綱 12–3                 | 西横綱 12–3             | 東横綱 11–4                 |
| 1966年 （昭和41年） | 西横綱 5–6–4            | 西横綱 5–5–5            | 西張出横綱 休場 0–0–15  | 西張出横綱 11–4             | 東張出横綱 12–3         | 東張出横綱 10–5             |
| 1967年 （昭和42年） | 東張出横綱 14–1         | 西横綱 9–6              | 東張出横綱 12–3         | 東張出横綱 10–5             | 西横綱 12–3             | 西横綱 12–3                 |
| 1968年 （昭和43年） | 東横綱 13–2             | 東横綱 引退 2–4–0       | x                       | x                           | x                       | x                           |
| 各欄の数字は、「勝ち-負け-休場」を示す。 優勝 引退 休場 十両 幕下 三賞：敢=敢闘賞、殊=殊勲賞、技=技能賞 その他：★=金星 番付階級：幕内 - 十両 - 幕下 - 三段目 - 序二段 - 序ノ口 幕内序列：横綱 - 大関 - 関脇 - 小結 - 前頭（「#数字」は各位内の序列） |                         |                         |                         |                             |                         |                             |

### 幕内対戦成績
| 力士名 | 勝数  | 負数   | 力士名       | 勝数 | 負数 | 力士名 | 勝数  | 負数  | 力士名 | 勝数  | 負数 |
| ------ | ----- | ------ | ------------ | ---- | ---- | ------ | ----- | ----- | ------ | ----- | ---- |
| 青ノ里 | 18    | 2      | 朝潮(3代)    | 1    | 0    | 浅瀬川 | 8     | 1     | 天津風 | 2     | 2    |
| 荒波   | 1     | 0      | 岩風         | 9    | 5    | 宇多川 | 3     | 1     | 及川   | 0     | 1    |
| 扇山   | 2     | 0      | 岡ノ山       | 1    | 0    | 開隆山 | 19    | 3     | 柏戸   | 10(1) | 17*  |
| 北の洋 | 1     | 1      | 北の富士     | 4    | 2    | 北葉山 | 18(1) | 7(1)* | 君錦   | 2     | 0    |
| 清國   | 18    | 4      | 高鉄山       | 7    | 1    | 琴ヶ濱 | 2     | 3     | 琴櫻   | 12    | 5    |
| 沢光   | 2     | 0      | 潮錦         | 1    | 0    | 麒麟児 | 6     | 5     | 大豪   | 16    | 10   |
| 大鵬   | 5(1)* | 27(1)* | 大雄         | 3    | 0    | 高見山 | 0     | 1     | 玉嵐   | 4     | 1(1) |
| 玉乃海 | 1     | 0      | 玉乃島       | 12   | 7    | 玉響   | 1     | 0     | 鶴ヶ嶺 | 14    | 4    |
| 栃東   | 1     | 0      | 栃王山       | 1    | 1    | 栃ノ海 | 4     | 0     | 栃光   | 4     | 1    |
| 羽黒川 | 13    | 3      | 羽黒山       | 9    | 4    | 長谷川 | 11    | 2     | 花光   | 1     | 0    |
| 廣川   | 11    | 0      | 房錦         | 6    | 0    | 富士錦 | 22    | 5     | 藤ノ川 | 3     | 1    |
| 二子岳 | 4     | 0      | 前田川       | 10   | 1    | 前の山 | 5     | 0     | 松登   | 1     | 1    |
| 明武谷 | 23    | 8      | 陸奥嵐       | 5    | 1(1) | 豊山   | 17    | 15(1) | 若杉山 | 3     | 0    |
| 若秩父 | 18    | 1      | 若天龍       | 5    | 0    | 若浪   | 7     | 0     | 若ノ海 | 5     | 0    |
| 若乃國 | 2     | 0      | 若乃花(初代) | 3    | 1    | 若羽黒 | 7     | 2     | 若二瀬 | 1     | 0    |
| 若前田 | 3     | 1      | 若見山       | 8    | 3    |        |       |       |        |       |      |

- 他に優勝決定戦で柏戸に1敗、北葉山に1敗、大鵬に1勝1敗がある。

## 改名歴
- 佐々田 晋松（ささだ しんまつ）：1956年1月場所 - 1959年3月場所
- 佐田ノ山 晋松（さだのやま - ）：1959年5月場所
- 佐田の山 晋松（さだのやま - ）：1959年7月場所 - 1963年3月場所
- 佐田乃山 照也（さだのやま てるや）：1963年5月場所 - 1963年11月場所
- 佐田の山 晋松（さだのやま しんまつ）：1964年1月場所 - 1968年3月場所

## 年寄変遷
- 出羽海 晋松（でわのうみ しんまつ）：1968年3月 - 1968年5月
- 出羽海 智敬（でわのうみ ともたか）：1968年5月 - 1996年1月
- 境川 尚（さかいがわ しょう）：1996年1月 - 2003年1月
- 中立 尚（なかだち しょう）：2003年1月 - 2003年2月17日